# Callibaetis fasciatus
Callibaetis fasciatus es una especie de insecto efemeróptero de la familia Baetidae.

## Distribución
Esta especie se distribuye por Argentina, Brasil y Chile. En este último país sólo ha sido registrada en la provincia de Marga Marga, Región de Valparaíso.